# Райони Республіки Китай
Райони Республіки Китай (кит. трад.: 區; піньїнь: qū; певедзі: ku) — адміністративні одиниці III рівня. Станом на 2017 рік існує 164 райони, а також 6 спеціальних аборигенних гірськіх районів). На райони у Республіці поділяються міста провінційного підпорядкування та міста центрального підпорядкування.

## Кількість районів
| Міста             | Спеціальні муніципалітети | Спеціальні муніципалітети | Спеціальні муніципалітети | Спеціальні муніципалітети | Спеціальні муніципалітети | Спеціальні муніципалітети | Провінційні міста | Провінційні міста | Провінційні міста | Разом |
| ----------------- | ------------------------- | ------------------------- | ------------------------- | ------------------------- | ------------------------- | ------------------------- | ----------------- | ----------------- | ----------------- | ----- |
| Назва             | Гаосюн                    | Синьбей                   | Тайчжун                   | Тайнань                   | Тайбэй                    | Таоюань                   | Цзяї              | Синьчжу           | Цзілун            | Разом |
| Кількість районів | 35 (3)                    | 28 (1)                    | 28 (1)                    | 37                        | 12                        | 12 (1)                    | 2                 | 3                 | 7                 | 170   |